# آدری کوون
آدری کوون (انگلیسی: Audrey Kwon؛ زادهٔ ۱۶ ژوئن ۲۰۰۶) شناگر شنای موزون اهل ایالات متحده آمریکا است.
وی در مسابقات کشوری و بین‌المللی در مجموع برندهٔ ۳ مدال نقره، ۳ مدال برنز شده است.